# Lens
Lens [lɑ̃s] ist eine französische Stadt mit 32.697 Einwohnern (Stand 1. Januar 2022) und Chef-lieu einer Unterpräfektur im Département Pas-de-Calais in der Region Hauts-de-France. Sie bildet zusammen mit der Nachbarstadt Liévin eine Agglomeration (die Communauté d’agglomération de Lens-Liévin). Der Großraum einschließlich Douai bildet ein Ballungsgebiet (aire urbaine) mit 550.000 Einwohnern.

## Lage
Die Stadt Lens liegt 200 Kilometer nördlich von Paris und 35 Kilometer südlich von Lille im ehemaligen und 2012 zum UNESCO-Welterbe erklärten Nordfranzösischen Kohlerevier. Der einst bedeutende Steinkohlenbergbau ist heute wirtschaftlich bedeutungslos. Nachbargemeinden von Lens sind Vendin-le-Vieil im Nordosten, Loison-sous-Lens im Osten, Sallaumines im Südosten, Avion im Süden, Éleu-dit-Leauwette im Südwesten, Liévin im Westen sowie Loos-en-Gohelle im Nordwesten. Mit den meisten dieser Nachbargemeinden ist Lens baulich zusammengewachsen. Im Gebiet der Stadt Lens erinnern noch ehemalige Bergarbeitersiedlungen (Cité des Provinces, Cité du 12-14, Cité du Numero 1) sowie Reste einer Abraumhalde ganz im Norden der Stadt nahe dem Flugplatz Lens-Bénifontaine an die lange Tradition der Steinkohleförderung.

## Geschichte
Erste Erwähnungen des Ortes sind 1245 verzeichnet als Besitz der Herren zu Mons.
1526 kam Lens als Teil von Artois an Spanien.
1648 fand die Schlacht bei Lens statt. Infolge des Pyrenäenfriedens gelangte es 1659 an Frankreich.

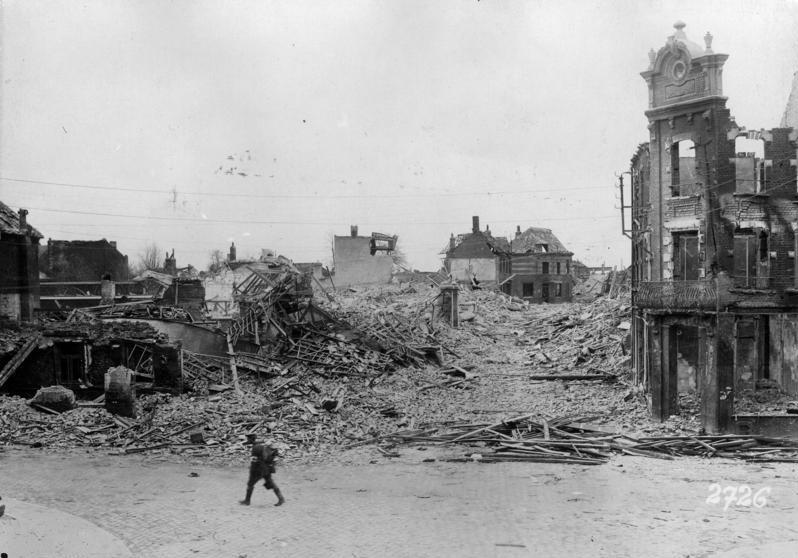
Zerstörungen in Lens 1914

1841 wurden in der Region ergiebige Kohlevorkommen entdeckt und Lens sowie Douai, Liévin u. a. entwickelten sich zu einer Art französischem Ruhrgebiet. Das Bergwerk Lens gehörte zu den förderstärksten der Region und wurde erst 1990 geschlossen. Zur Verschiffung der Kohle des Bergwerks Lievin wurde der Canal de Lens erbaut, der zum Teil heute noch existiert.
Im Ersten Weltkrieg war die Stadt von Deutschland besetzt und verlor die Hälfte ihrer Bevölkerung.
Der Aufbau in der Nachkriegszeit wurde durch den Zweiten Weltkrieg unterbrochen, als die Stadt 1940 erneut von deutschen Truppen besetzt und 1944 von anglo-amerikanischen Bombern heftig bombardiert wurde.
In der Nachkriegszeit erlebte die Stadt einen wirtschaftlichen Aufschwung, auf den jedoch hohe Arbeitslosigkeit und zunehmende Abwanderung folgten, nachdem 1986 die letzte Zeche geschlossen worden war.
Bekannt wurde Lens auch durch Randale während der Fußball-Weltmeisterschaft 1998 in Frankreich. Am 21. Juni 1998 kam es im Rahmen des Spiels Deutschland gegen Jugoslawien in Lens zu Straßenschlachten zwischen Hooligans und der Polizei. Der Gendarm Daniel Nivel erlitt damals schwerste Kopfverletzungen, fiel sechs Wochen ins Koma und ist seitdem schwerbehindert. Die Bilder der Prügelszene gingen um die Welt.

### Bevölkerungsentwicklung
| Jahr                       | 1962   | 1968   | 1975   | 1982   | 1990   | 1999   | 2006   | 2016   | 2022   |
| Einwohner                  | 42.590 | 41.874 | 40.199 | 38.244 | 35.017 | 36.206 | 35.583 | 30.689 | 32.697 |
| Quellen: Cassini und INSEE |        |        |        |        |        |        |        |        |        |

## Kultur und Sehenswürdigkeiten

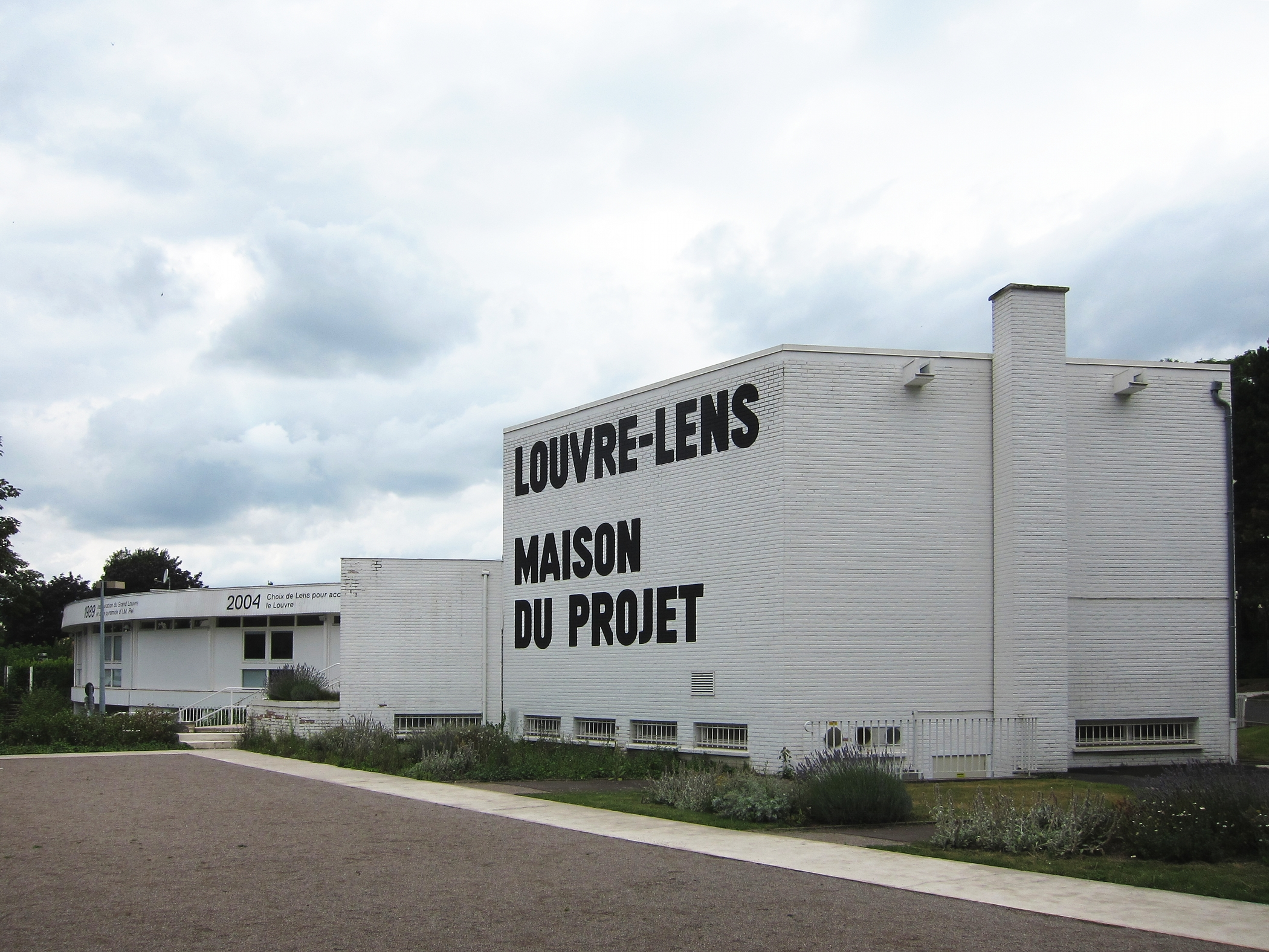
Informationspavillon zum Louvre-Lens

### Museum
In Lens wurde am 4. Dezember 2012 das 14.000 m² große Museum Louvre-Lens als Zweigstelle des Pariser Louvre durch den französischen Staatspräsidenten François Hollande eröffnet. Kulturminister Frédéric Mitterrand hatte dafür am 4. Dezember 2009 den Grundstein gelegt. Man erwartet dort bis zu 550.000 Besucher pro Jahr.

### Sport

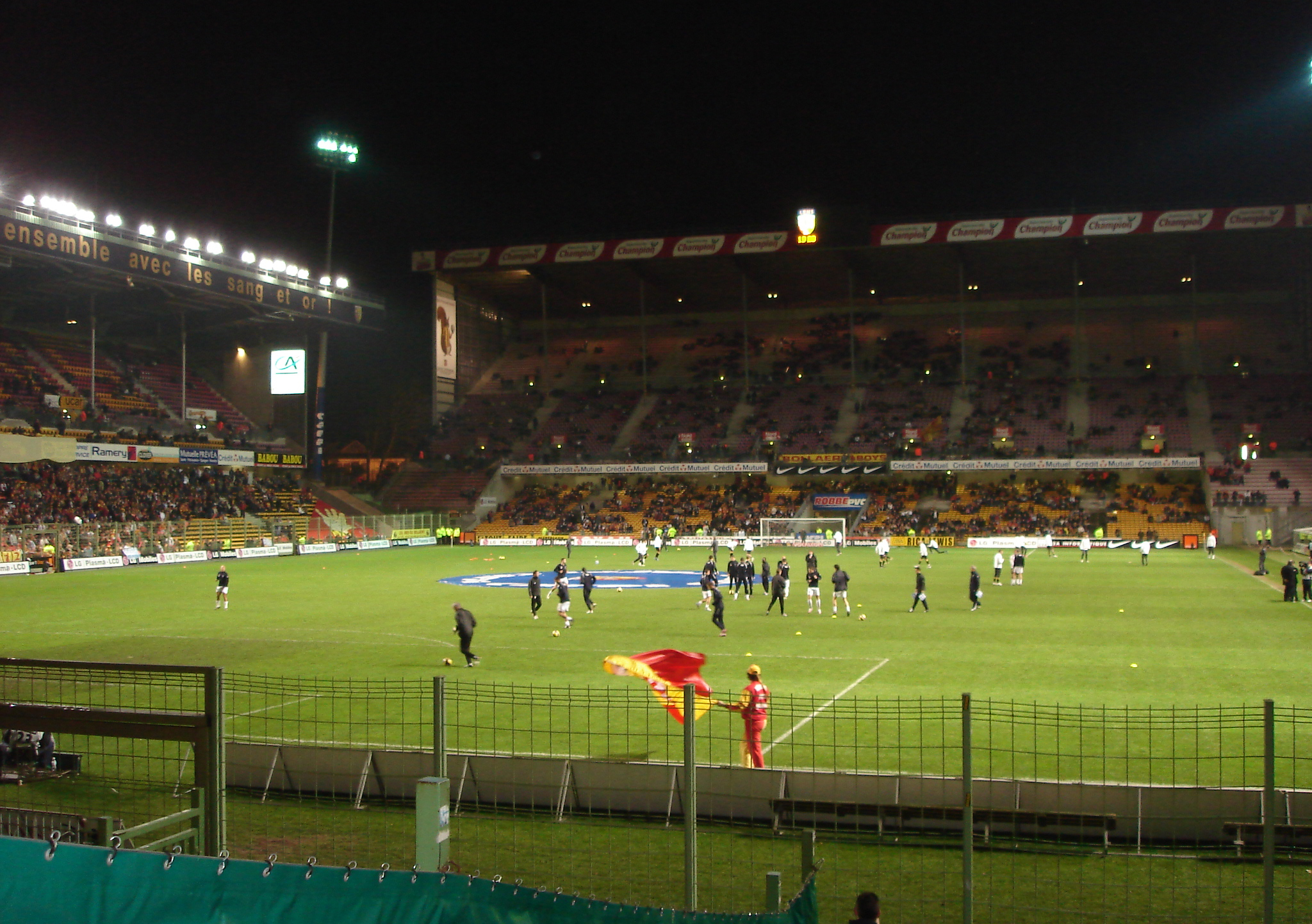
Stade Bollaert

Lens ist national bekannt für seinen Fußballclub RC Lens, der 1998 Französischer Meister wurde. In den Spielzeiten 2014/15 bis 2019/20 spielte er in der Ligue 2, seit der Saison 2020/21 wieder in der Ligue 1. Seine Heimspiele bestreitet der Verein im Stade Bollaert-Delelis, einem Fußballstadion mit 41.233 Sitzplätzen, in dem Spiele der Fußball-Weltmeisterschaft 1998 und der Fußball-Europameisterschaft 2016 ausgetragen wurden. Ebenso war Lens einer der Austragungsorte bei den Rugby-Union-Weltmeisterschaften 1999 und 2007. Für die Rugby-Union-Weltmeisterschaft 2023 waren zuerst erneut Partien in Lens geplant, schlussendlich dann aus dem Programm genommen.

### Sonstiges
Bei Lens liegen auf einem britischen Soldatenfriedhof über 2000 Tote des Ersten Weltkriegs.

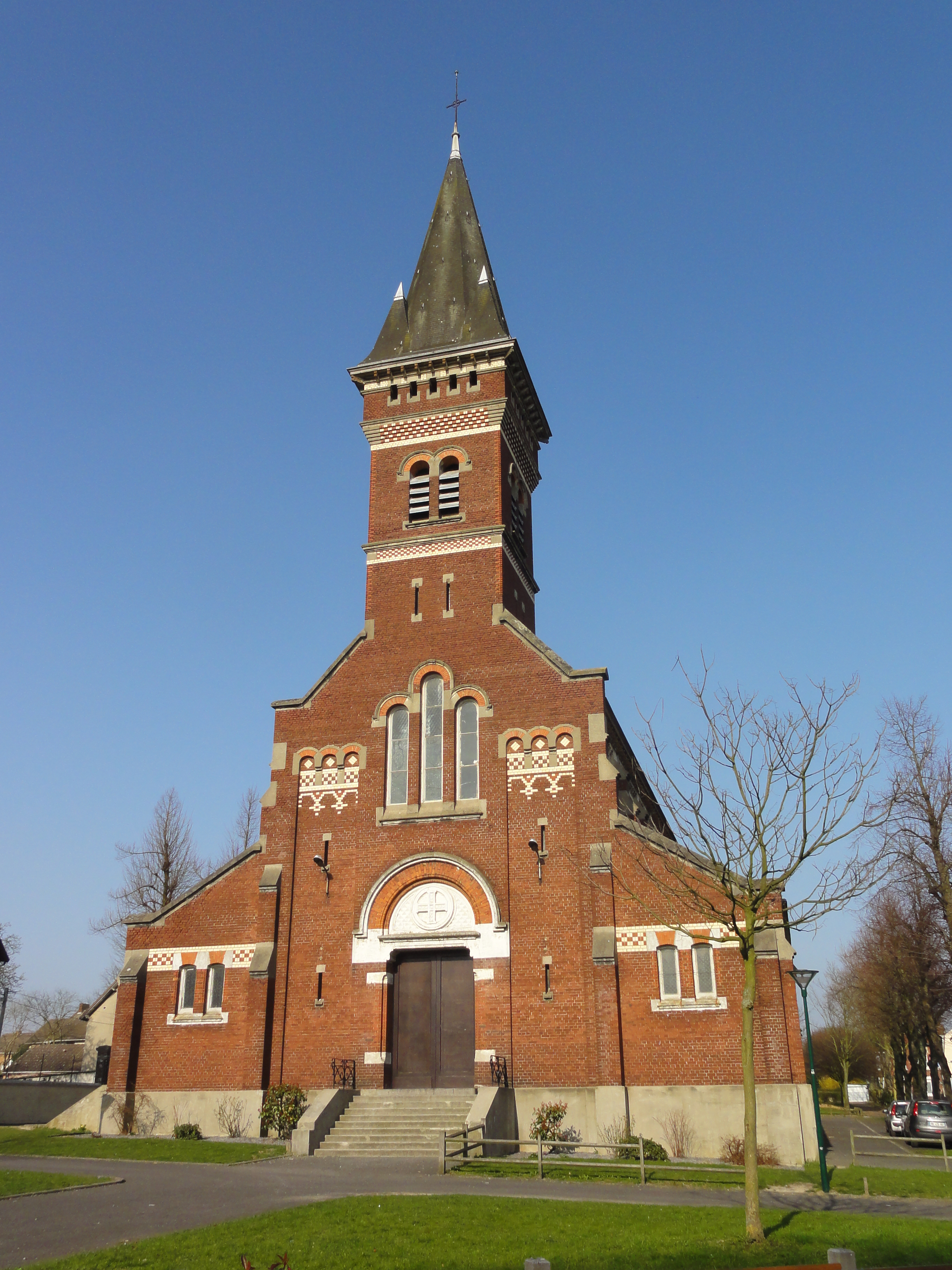
Kirche Saint-Édouard
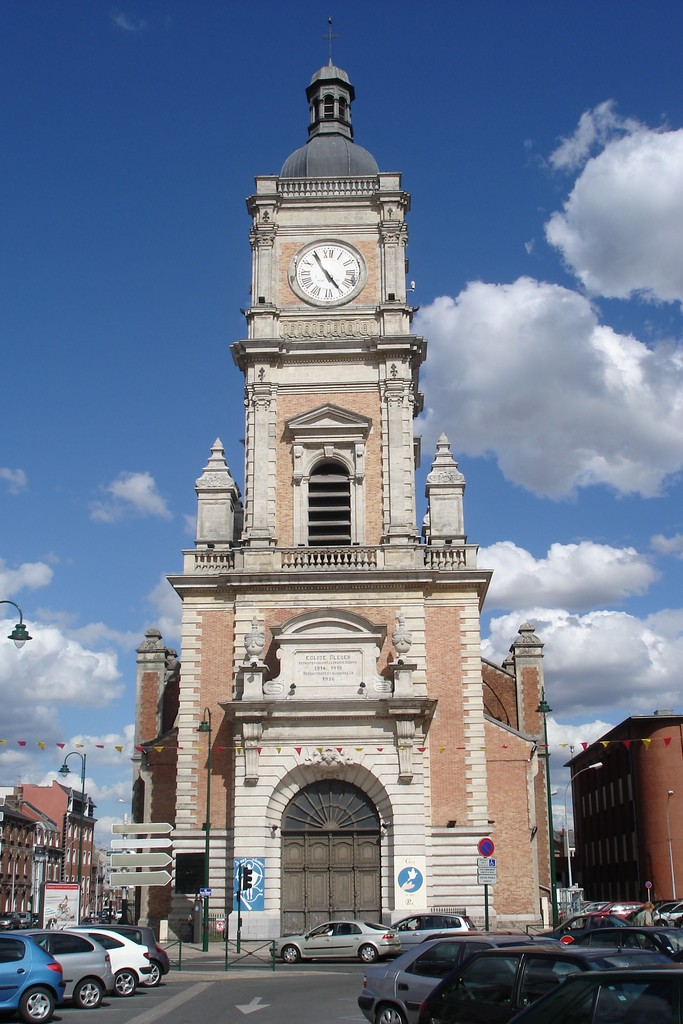
Kirche Saint-Léger
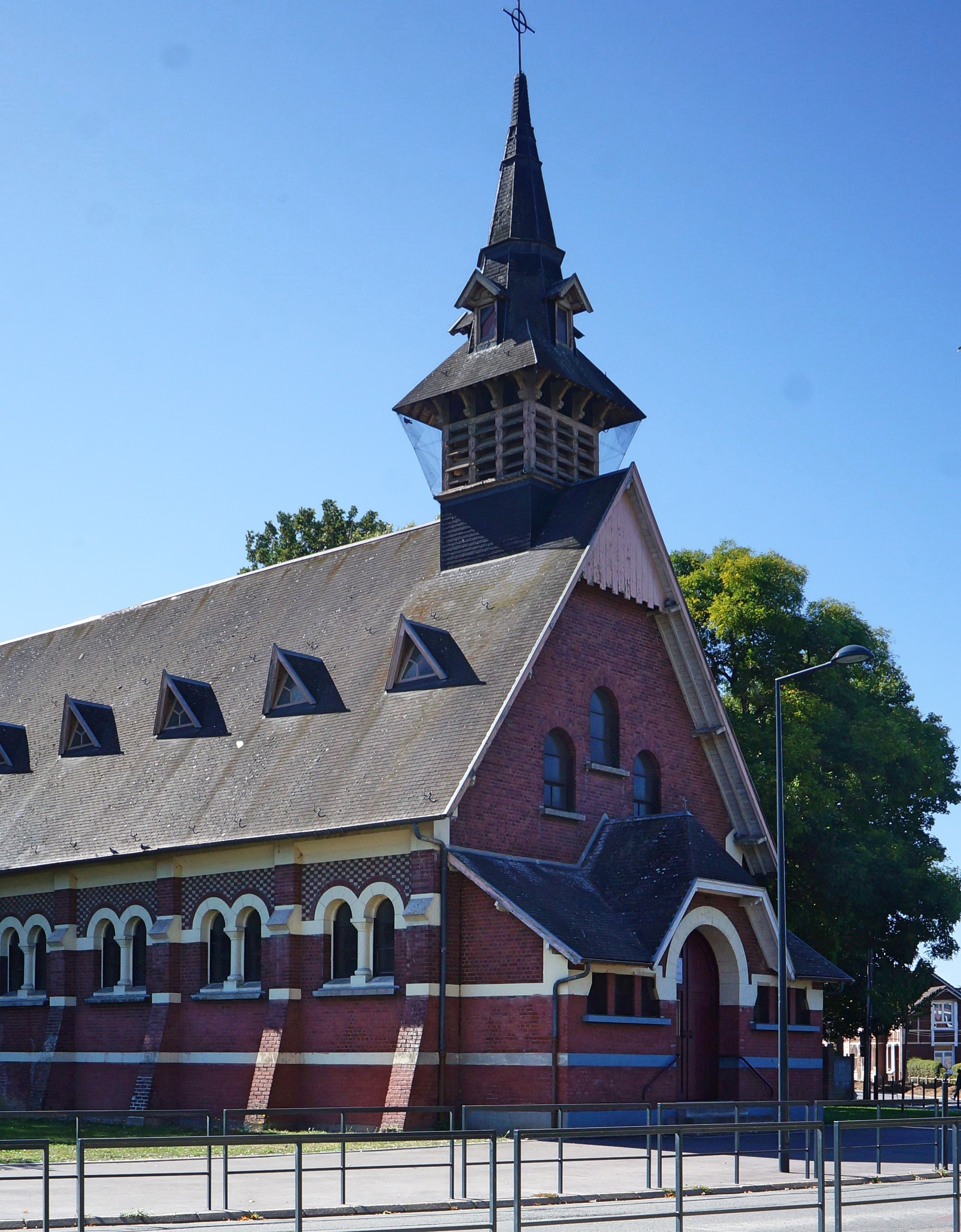
Kirche Saint-Théodore
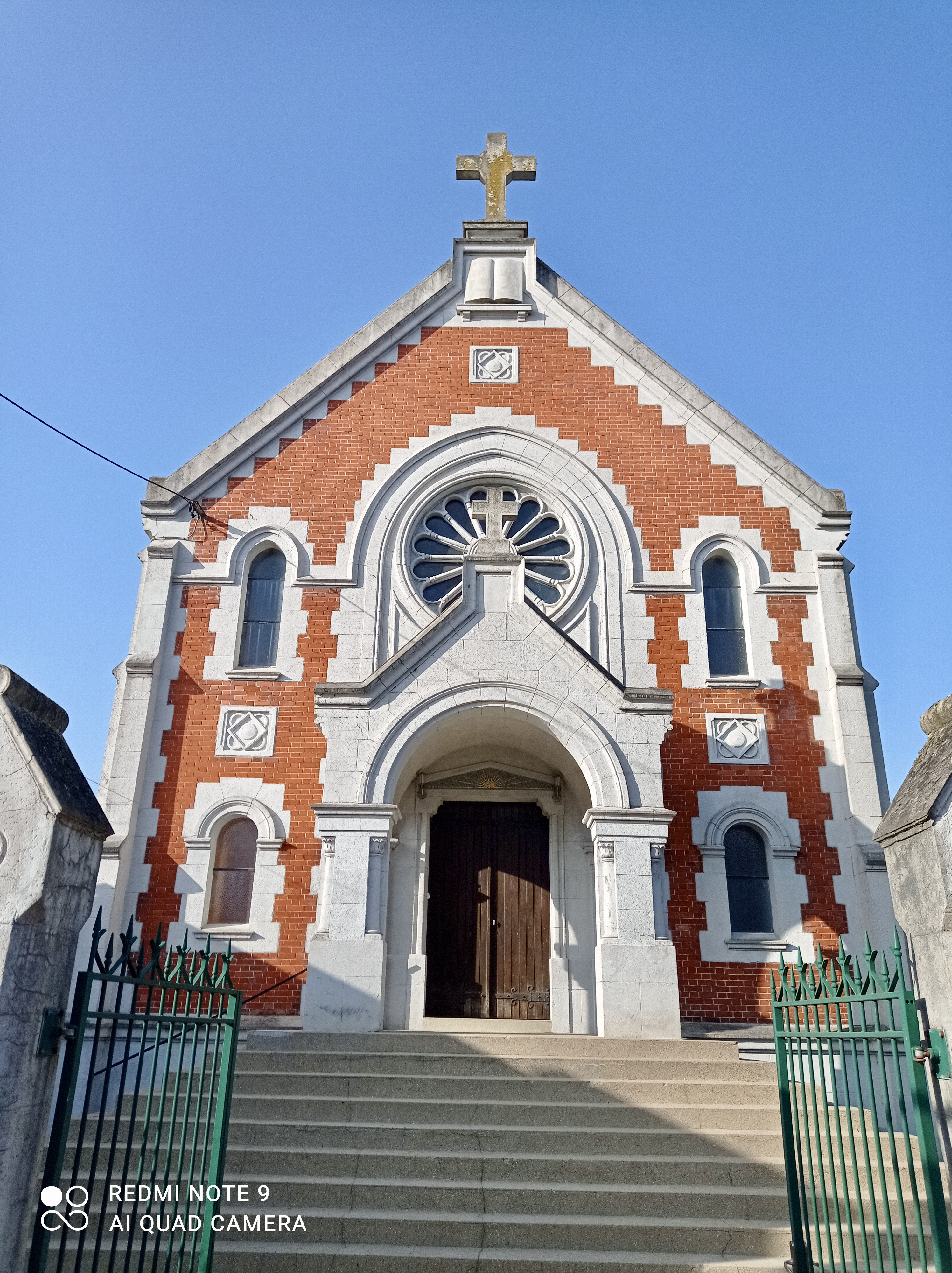
Baptistenkirche
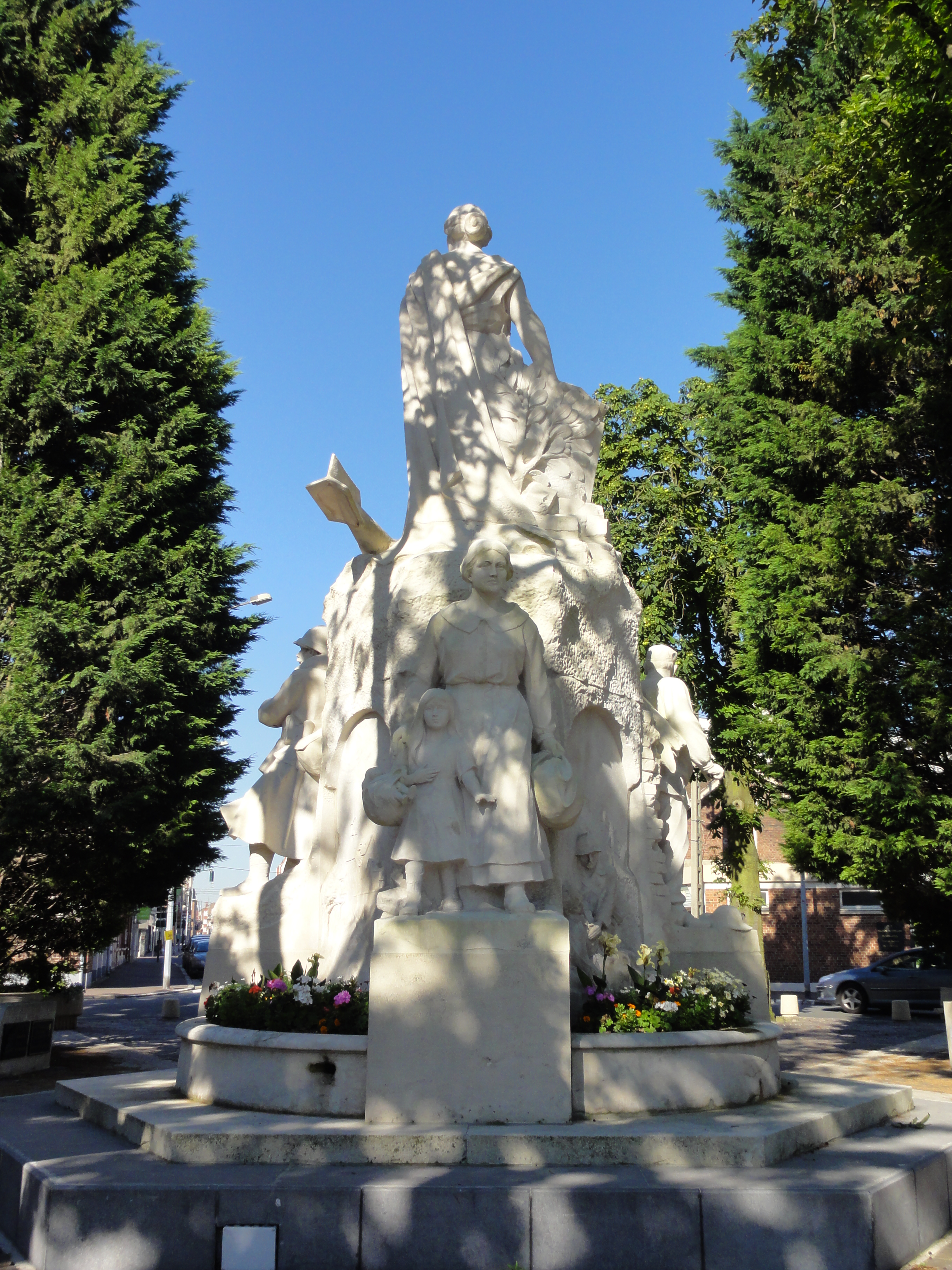
Gefallenendenkmal des Ersten Weltkrieges
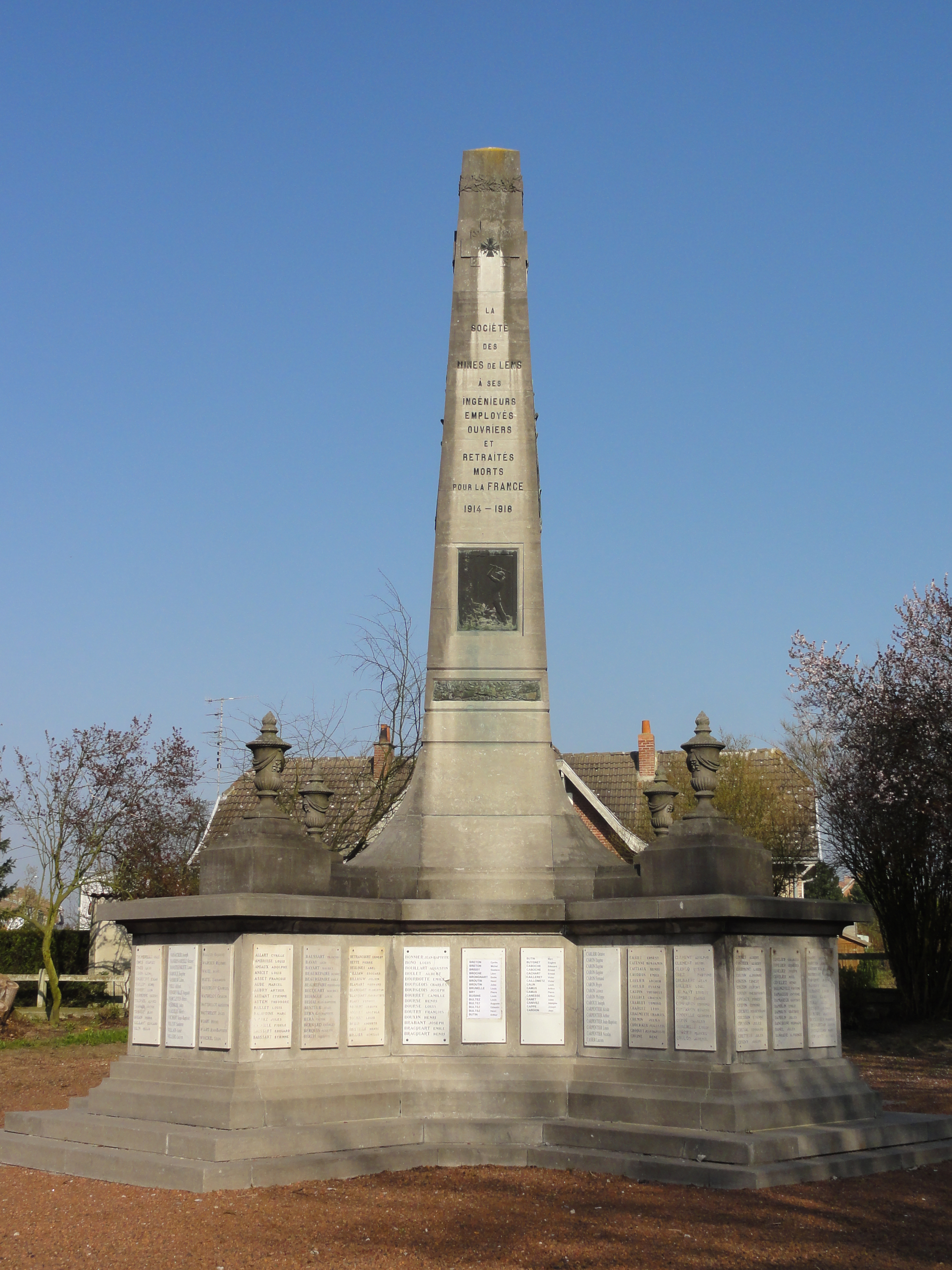
Gefallenendenkmal des Steinkohle-Bergwerks

## Verkehr
Paris ist mit dem TGV in 70 Minuten zu erreichen. Über die Autobahn A 1 und die Autobahn A 211 ist Lens an Paris und Lille angebunden.

## Wirtschaft

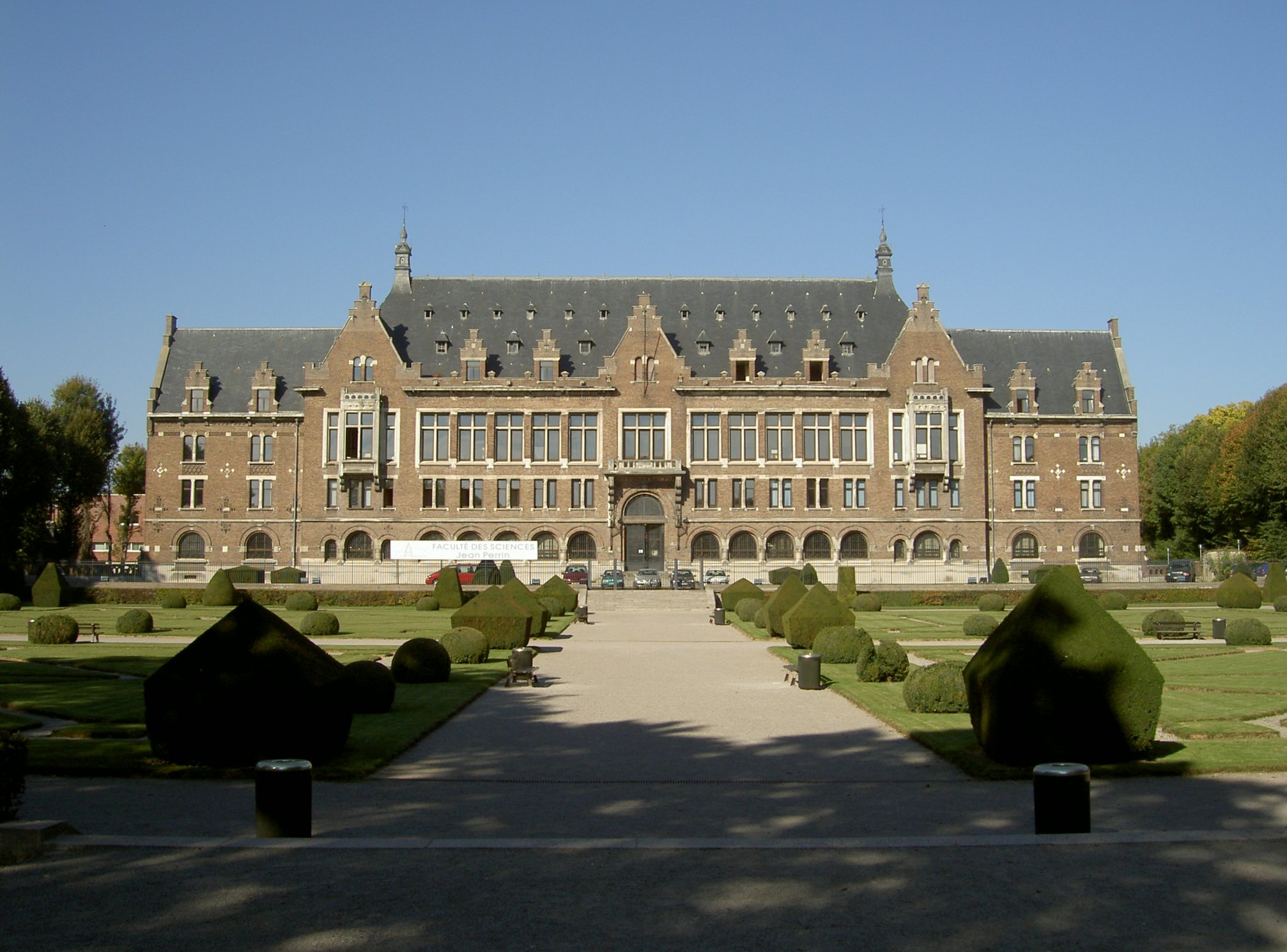
Hauptgebäude der Universität

In Lens werden schon seit 1986 solare Dünnschichtmodule hergestellt. Die Firma Free Energy Europe hat dieses Standardprogramm im Laufe der Jahre erweitert und stellt nun auch Solarlampen und solare LCD-Fernsehgeräte her.

## Politik

### Stadtrat
- EELV: 1
- PS – PCF: 32
- RN: 4
- Unabh.: 2

## Bildung
Lens ist Sitz der Université d’Artois sowie einiger anderer Hochschulen.

## Persönlichkeiten
- Auguste Béhal (1859–1941), Chemiker
- José Beyaert (1925–2005), Radsportler
- Jérémy Cadot (* 1986), Fechter
- André Capron (1930–2020), Mediziner
- Claude Dubaële (* 1940), Fußballspieler und -trainer
- Michel Graillier (1946–2003), Jazzpianist
- Daniel Nivel (* 1954), Polizist, der zum Opfer von deutschen Hooligans wurde
- Michel Trollé (* 1959), Autorennfahrer
- Pascal Cygan (* 1974), Fußballspieler
- Jul Maroh (* 1985), Comicautor
- Mathieu Herbaut (* 2001), Profispieler in Counter-Strike: Global Offensive

## Belege
1. ↑  Stefan Simons: Ein Louvre für die Hinterwäldler. In: Der Spiegel. 20. November 2012 (spiegel.de), abgerufen am 20. November 2012.
2. ↑  Zweiter Louvre in Lens: Bekannte Kunstwerke in gebeutelter Gegend. In: FOCUS Online. 4. Dezember 2012, abgerufen am 4. Dezember 2012.
3. ↑  Projekt-Meilenstein (Memento vom 5. Mai 2012 im Internet Archive) auf der Website von Louvre-Lens, abgerufen am 2. Januar 2010.
4. ↑  Ein weiteres Louvre-Museum wird im Grubenrevier errichtet. Le Monde vom 4. Dezember 2009.
5. ↑  Schätzung auf der Seite des neuen Museums (frz.) (Memento vom 8. September 2012 im Internet Archive), abgerufen am 26. Oktober 2012.
6. ↑  Coupe du monde de rugby 2023 : Paris, Lens et Montpellier écartées de la candidature française. L’Équipe, 31. Mai 2017, abgerufen am 11. November 2023 (französisch).
7. ↑  Vermelles – British Cemetery. In: Chemins de Mémoire. Französisches Verteidigungsministerium, abgerufen am 30. November 2012 (französisch).